# Limnoria tuberculata
Limnoria tuberculata là một loài chân đều trong họ Limnoriidae. Loài này được Sowinsky miêu tả khoa học năm 1884.